# Xã Northville, Quận Spink, Nam Dakota
Xã Northville (tiếng Anh: Northville Township) là một xã thuộc quận Spink, tiểu bang Nam Dakota, Hoa Kỳ. Năm 2010, dân số của xã này là 192 người.